# Heidesee (Gifhorn)
Der Heidesee ist ein zwei Hektar großer See in Niedersachsen. Er liegt in einem Waldgebiet an der B 188 in Gifhorn. Das bereits 1938 unter Landschaftsschutz gestellte Gebiet um den  Heidesee ist das älteste Landschaftsschutzgebiet im Landkreis Gifhorn.

## Entstehung
Zur Entstehung des Gewässers gibt es unterschiedliche Beschreibungen. Einerseits wird es als eiszeitlich entstandener Schlattsee beschrieben. Überlieferungen zufolge habe sich der See aus Moorkuhlen gebildet, die beim Torfstich durch Bauern aus Neubokel ab 1872 entstanden seien.

## Beschreibung
Der flache See  verfügt über keinen Zufluss und weist infolge des moorigen Untergrundes kaffeefarbenes Wasser auf. Der Wasserstand resultiert aus dem einsickernden Niederschlagswasser. Das Moorgewässer wurde nie als Badesee genutzt, es gab aber einen Tretbootverleih. Das Gewässer, das bis dahin wenig Pflege bedurfte, fiel in den Dürresommern 2018 und 2019 weitgehend trocken und die einstige Wasserfläche verkrautete.

## Geschichte
Der See wurde anfangs als Tiefes Moor bezeichnet. Der Heidedichter Hermann Löns besuchte das Gebiet während seiner Aufenthalte in Winkel ab 1904. Er schlug vor, dass Gewässer in Heidesee umzubenennen. 1906 entstand am See eine Gaststätte als Holzbude. Nach dem Ersten Weltkrieg wurde sie zu einem Ausflugslokal mit Restaurant ausgebaut, das als Kurhaus bezeichnet wurde 1933 wurde ein Pavillon errichtet. Der See und sein Umfeld sind seit etwa den 1930er Jahren ein beliebtes Naherholungsgebiet. Die Heidesee-Gaststätten standen 2012 zur Zwangsversteigerung an, die jedoch mangels Interessenten nicht stattfand. Ende 2012 wurden der See und die Gaststättenanlage an einen neuen Betreiber verkauft. 2018 deutete sich ein Verkauf der seit 2011 brach liegenden Heidesee-Gaststätten an, ohne dass sich bis heute (2020) Änderungen der Situation ergeben haben.

## Bildergalerie

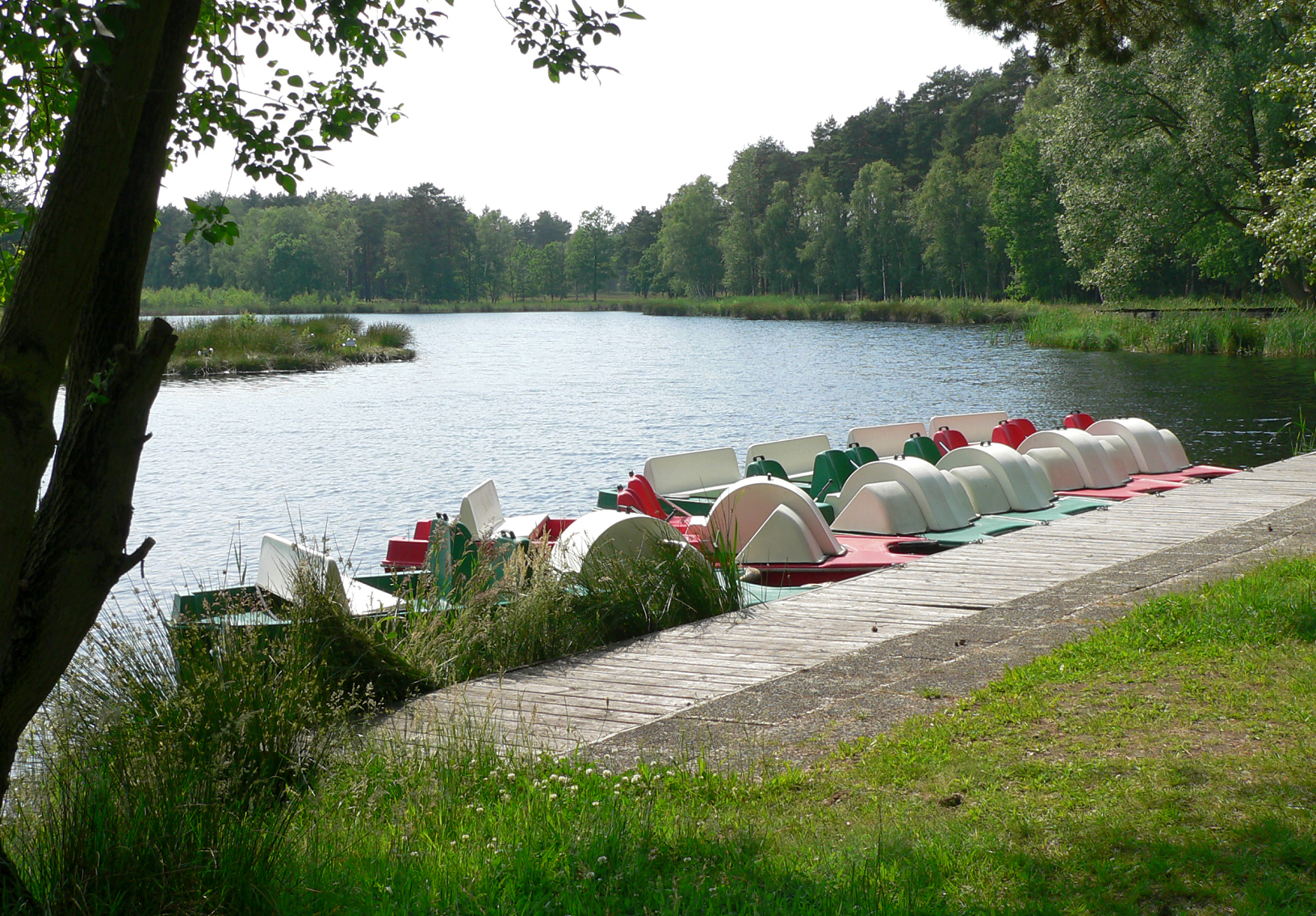
Heidesee mit Tretbooten am Steg, 2005
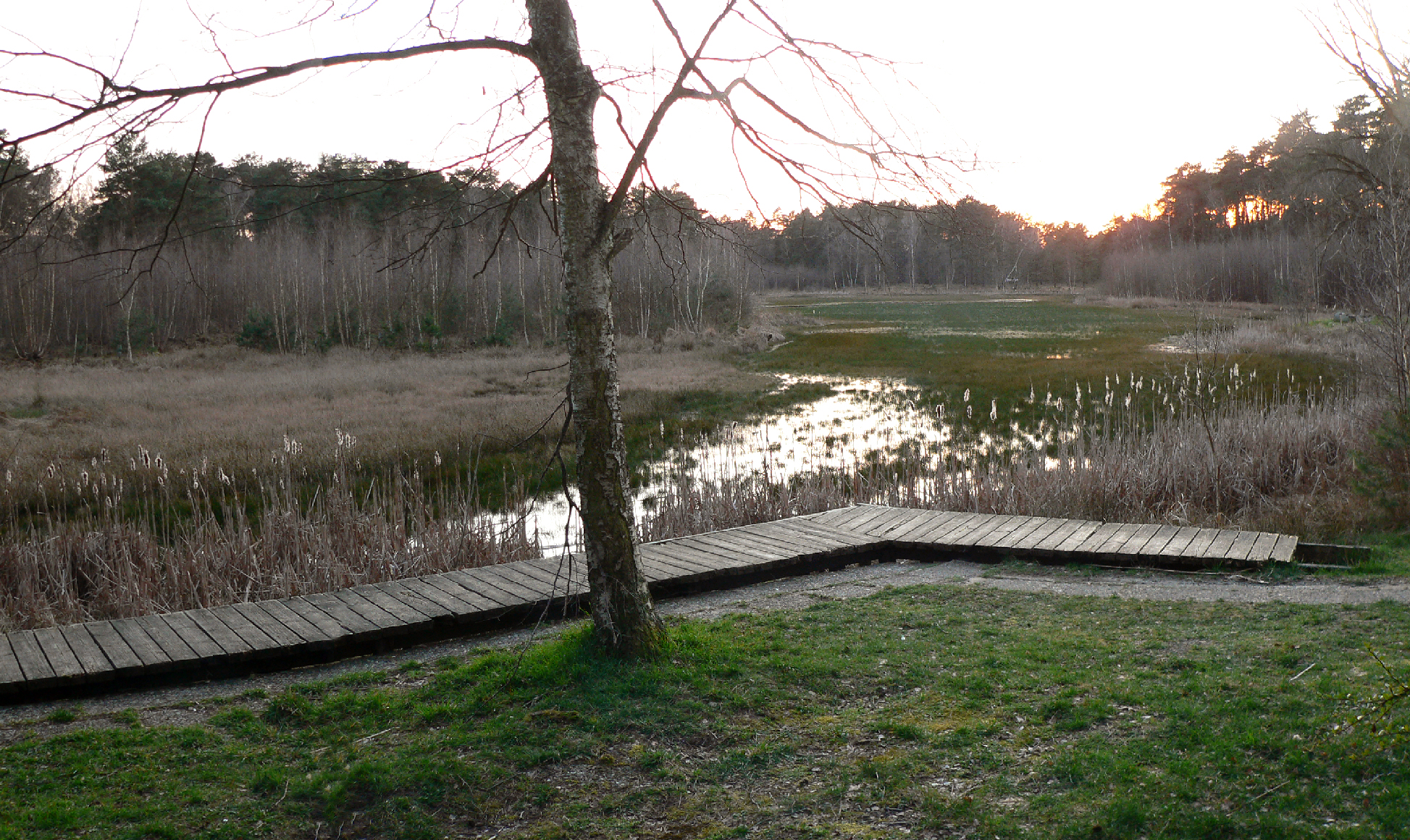
Gleicher Blickwinkel auf verkrautete Seefläche mit geringem Wasserstand, Frühjahr 2020
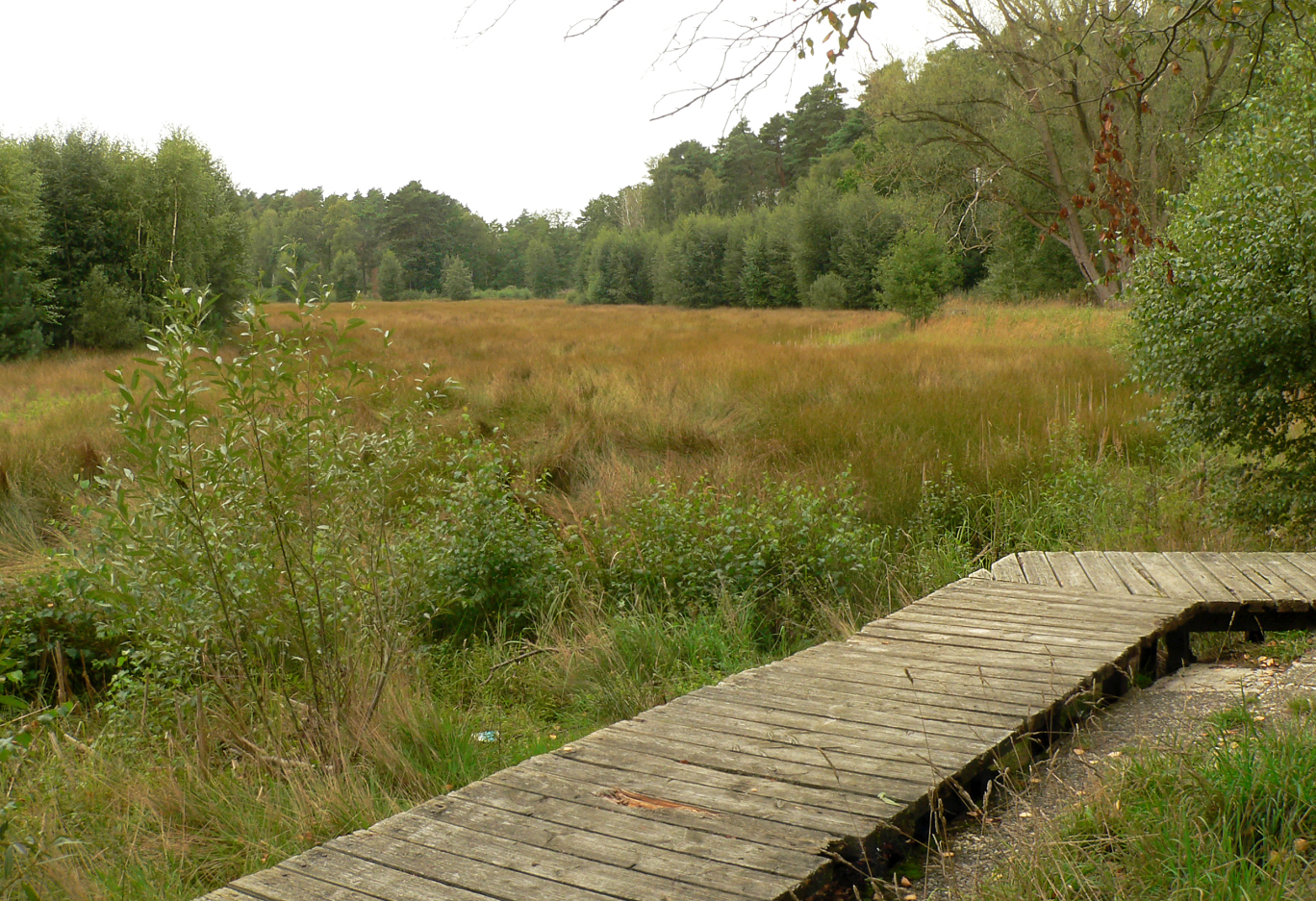
Gleicher Blickwinkel auf zugewachsene und ausgetrocknete Seefläche, Sommer 2021
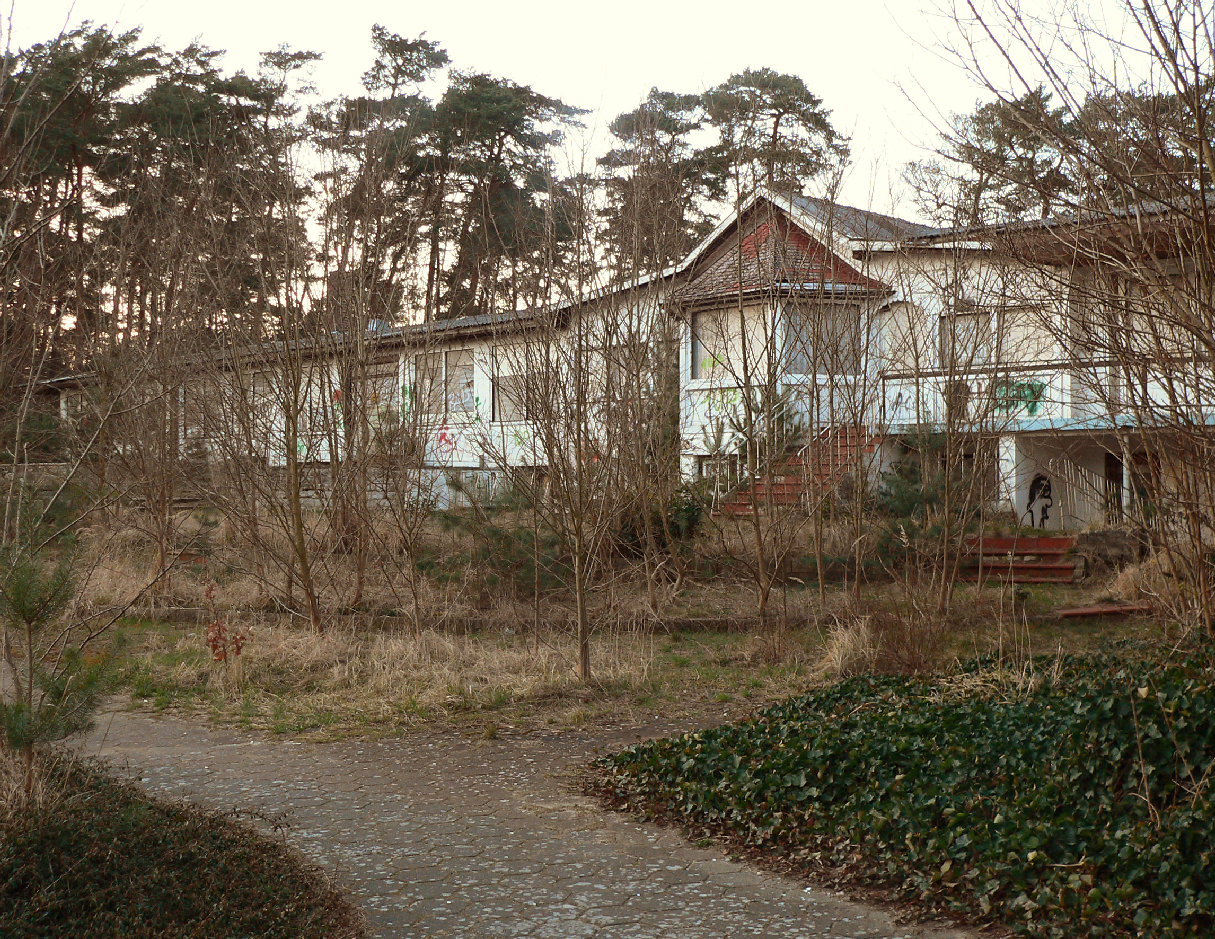
Verwucherte Ausflugsgaststätte am Seeufer, 2020
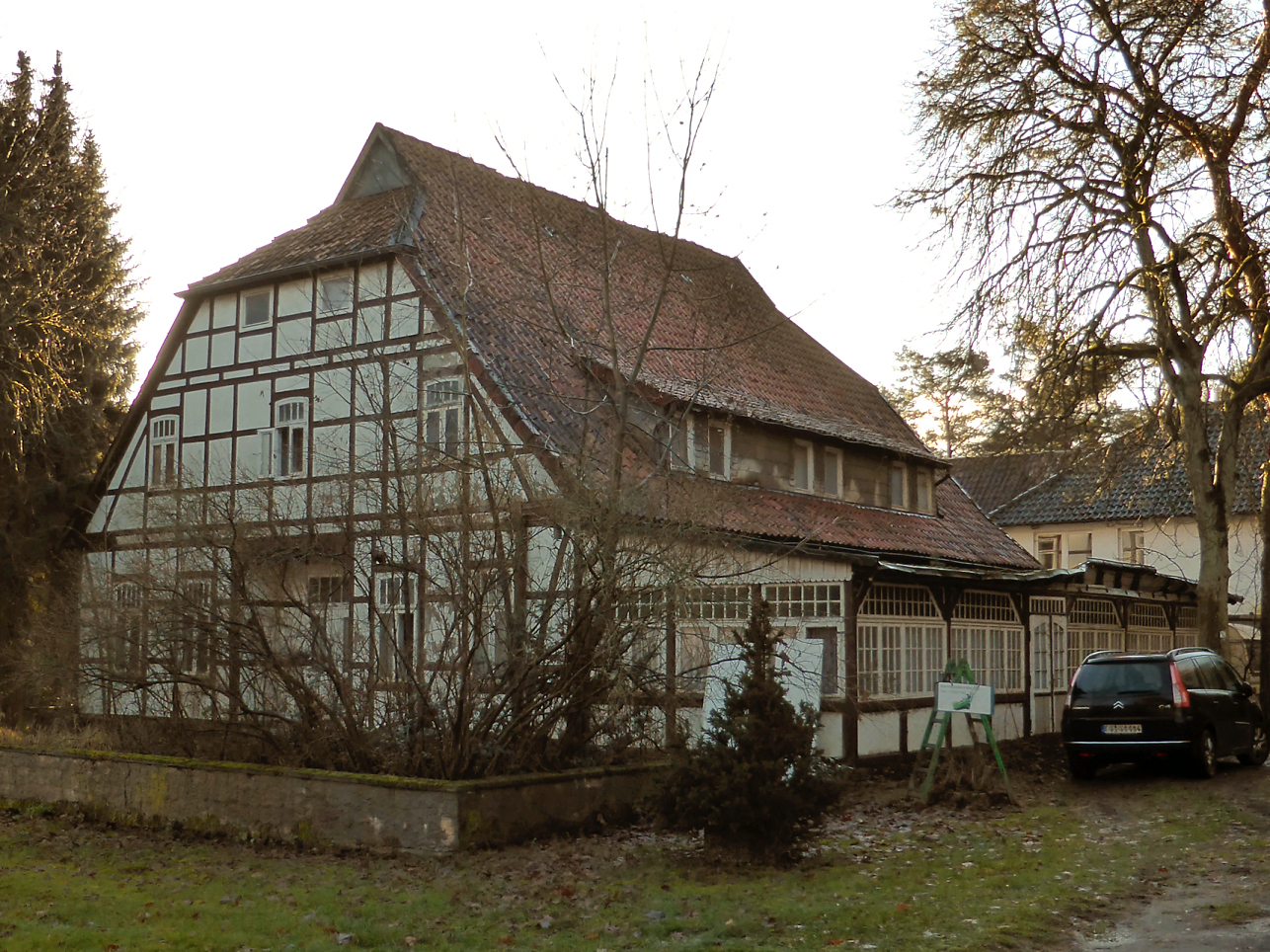
Ehemalige Ausflugsgaststätte, als Kurhaus bezeichnet